# 秋山衣梨佳
秋山 衣梨佳（あきやま えりか、1994年11月18日 - ）は、日本の元タレント。

## 経歴
2011年京都にあるアイドル事務所にスカウトされ、アイドルデビュー。当時は「衣梨佳」として活動をしていた。
その事務所を退社後、2012年に立命館大学の学内アイドルユニットQubicにスカウトされ、スターティングメンバーとして活動。リーダーを務めていた。
2014年にQubicを卒業し、それと同時に松竹芸能タレントスクールに入学。その後、ソロとして活動を開始。ユニット「バリフィルム」のチャーリーとしてアイドル活動を経て、主に関西ローカルでテレビやCMに出演するタレントとして活動している。そのほか、毒島裕丞と男女パフォーマンスグループ「ダダエイリアン」を組んで活動している。
2021年、霜降り明星の粗品と結婚。粗品との子供ではないが、息子が1人いる。
2023年7月13日、粗品が秋山と離婚していた事を自身のYouTubeのライブ配信で明かしたほか、所属事務所の吉本興業もORICON NEWSの取材に対し離婚を認めた。

## 出演

### テレビ
- 勇さんのびわ湖カンパニー（びわ湖放送）：Qubicでの出演
- 痛快TV スカッとジャパン（フジテレビ）

### テレビドラマ
- 臨床犯罪学者 火村英生の推理（日本テレビ）
- 名探偵キャサリン（テレビ朝日）
- 科捜研の女（テレビ朝日）

### ラジオ
- FRIDAY ON LINE（エフエム徳島）
- 海辺の萌えラジオ（エフエムちゅうおう）
- ブランケットのしおかぜマーケット（エフエムちゅうおう）

### 雑誌
- 全国あいどるmap 2012-2013（2012年、監修：全国あいどるmap製作委員会、エンターブレイン）
- Kansai Walker PRESENTS 関西ご当地アイドル名鑑 [電子書籍]（角川マガジンズ）
- 月刊川柳マガジン（連載）

### モデル起用
- 京都観光マップ「古都トイレ」
- NPO法人「RAINBOW RIBBON PROJECT」
- くずはモール電車内広告

### オリジナル曲
- シビれチャオ！：（少年ナイフnaoko作曲）
- BLUE SKY
- to tyu no miti
- Chinderella
- さらば青春
- エブリー
- ブレイクダウン

- Traffic light

- 規格外の少女たち
- 契約少年
- 線香花火
- Believe